# ساموئل کول (بازیکن فوتبال)
ساموئل کول (انگلیسی: Samuel Cole؛ زادهٔ سپتامبر ۱۸۷۴) بازیکن فوتبال اهل بریتانیا است.
از باشگاه‌هایی که در آن بازی کرده‌است می‌توان به باشگاه فوتبال استوک سیتی و باشگاه فوتبال بیرمنگام سیتی اشاره کرد.